# ریم الهاشمی (سیاستمدار)
ریم ابراهیم الهاشمی (عربی: ريم إبراهيم الهاشمي؛ زادهٔ ۱۹۷۸ در دبی) سیاستمدار اهل امارات متحده عربی است که سمت وزیر مشاور درامور همکاری‌های بین‌المللی کشور امارات را برعهده دارد. وی مدیرعامل اکسپو ۲۰۲۰ بود.